# Top Channel
Top Channel est une chaîne de télévision commerciale nationale basée à Tirana, fondée en 2001 par Dritan Hoxha. Elle fait partie du Groupe Top Media, l’un des plus grands conglomérats médiatiques d’Albanie, comprenant notamment Top Albania Radio, Top Gold Radio, My Music Radio, le journal Shqip, le magazine Shqip Magazine, le torréfacteur Lori Caffe, DigitAlb, Top News, VGA Studio, musicAL, Fondation Dritan Hoxha et Imperial Cinemas.

## Histoire

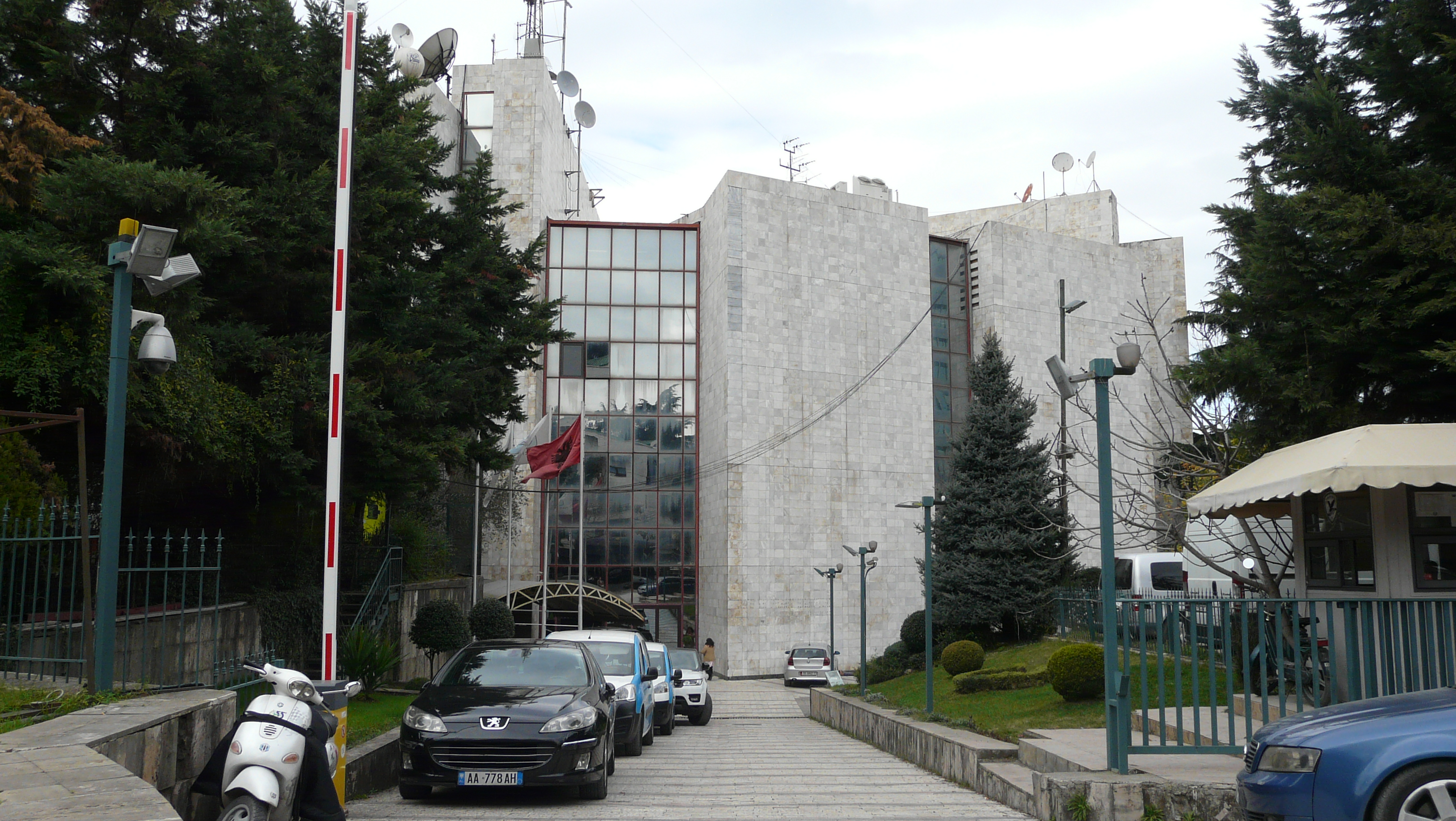
Anciens studios de Top Media à la Pyramide de Tirana

Top Channel a été créée en 2000 et a commencé ses émissions expérimentales le 30 juillet 2001 depuis le Centre international de la culture (Qendra Ndërkombëtare e Kulturës), également connu sous le nom de Pyramide de Tirana. Elle a officiellement lancé ses programmes le 20 décembre 2001 et est rapidement devenue une chaîne généraliste.
En 2003, une enquête nationale a classé Top Channel comme la chaîne la plus regardée d'Albanie avec 50 % de part d'audience, contre 11,9 % en 2002. Cette ascension est attribuée à une technologie de diffusion avancée et à des programmes traitant de sujets d’actualité de la société albanaise.
La chaîne a adopté le format 16:9 haute définition en 2009 et a totalement basculé en HD en 2012. Depuis septembre 2003, Top Channel est également disponible par satellite dans toute l'Europe via DigitAlb et en Amérique du Nord via TVALB et Shqip TV. Elle est aussi accessible via IPTV et des câblo-opérateurs dans plusieurs pays européens, dont la Suisse.
Top Channel a collaboré avec plusieurs organisations internationales, notamment le PNUD, l’UNICEF, l’OIM, l’OSCE, l’USAID et la Croix-Rouge, ainsi qu’avec des entreprises privées comme Vodafone. Elle entretient aussi des partenariats avec des agences de presse internationales telles que Reuters.
Top Channel, Top Albania Radio et Top Gold Radio ont été fondées par l'entrepreneur Dritan Hoxha. Après son décès dans un accident de voiture en 2008, son épouse Vjollca Hoxha a repris la direction de l'entreprise. Leur fille, Lori Hoxha, s’est ensuite impliquée dans la gestion du groupe et est devenue PDG de Top Media en 2022.
Le 27 mars 2023, une fusillade a eu lieu au siège de Top Channel à Tirana, causant la mort de l’agent de sécurité Pal Kola. Les tirs ont été effectués depuis un Range Rover avec une AK-47. Le véhicule a été retrouvé incendié.
En 2025, la chaîne a modifié sa ligne éditoriale en remplaçant les films et séries par de nouvelles émissions originales.

## Émissions
| Nom de l’émission                | Description                                                          | Présentateur(s) principal(aux)                      | Période de diffusion    |
| -------------------------------- | -------------------------------------------------------------------- | --------------------------------------------------- | ----------------------- |
| Journaux télévisés et reportages | Informations nationales et internationales quotidiennes.             | —                                                   | En cours                |
| E Diell                          | Émission hebdomadaire avec divertissement, interviews et musique.    | Adi Krasta, Alban Dudushi, Xhemi Shehu, Edi Manushi | 2008–présent            |
| Fiks Fare                        | Émission satirique dénonçant la corruption et les problèmes sociaux. | —                                                   | Quotidien               |
| Shqip                            | Débat politique avec interviews et analyses en direct.               | Rudina Xhunga                                       | 2002–2015               |
| Ftesë në 5                       | Talk-show de l'après-midi avec invités de divers domaines.           | —                                                   | Depuis 2018             |
| Portokalli                       | Spectacle comique avec sketchs, satire et performances.              | —                                                   | Depuis 2003             |
| Top Story                        | Débats politiques et interviews d’investigation.                     | Sokol Balla, Grida Duma                             | 2006–2017, 2022–présent |
| Top Show                         | Talk-show sur la culture, la politique et la société.                | Alban Dudushi                                       | 2003–2020               |
| Top Fest                         | Concours musical pour artistes albanais.                             | —                                                   | 2004–2015               |
| Big Brother Albania              | Téléréalité avec candidats vivant en isolement.                      | Arbana Osmani, Ledion Liço                          | 2008–présent            |
| Big Brother VIP Albania          | Téléréalité avec VIP candidats vivant en isolement.                  | Arbana Osmani, Ledion Liço                          | 2022–présent            |
| StarTop                          | Téléréalité économique avec présentations de startups.               | Eno Popi                                            | 2022–2023               |